# Myadestes genibarbis
El jilguero o solitario gorgirrufo (Myadestes genibarbis) es una especie de ave paseriforme de la familia Turdidae propia de las Antillas. 

## Distribución y hábitat
Se encuentra en las islas de Dominica, La Española, Jamaica, Martinica, Santa Lucía y San Vicente. Sus hábitats naturales son los bosques húmedos tropicales.

## Taxonomía
Fue descrito científicamente por el ornitólogo inglés William Swainson en 1838. Se reconocen seis subespecies:
- M. g. solitarius S. F. Baird, 1866 – Jamaica;
- M. g. montanus Cory, 1881 – La Española;
- M. g. dominicanus Stejneger, 1882 – Dominica;
- M. g. genibarbis Swainson, 1838 – Martinica;
- M. g. sanctaeluciae Stejneger, 1882 – Santa Lucía;
- M. g. sibilans Lawrence, 1878 – San Vincente.